# The Negative One
«The Negative One» — первая песня метал-группы Slipknot из альбома .5: The Gray Chapter. Выпущена 1 августа 2014 года. Это первая песня группы, после смерти басиста Пола Грея в 2010 году и ухода барабанщика Джои Джордисона в 2013 году. Премьера клипа на песню состоялась 5 августа 2014 года на официальном сайте, однако никто из членов группы не был показан. Вокалист Кори Тейлор рассказал BBC Radio 1, что песня лишь «подарок поклонникам». Песня была выпущена в качестве цифрового сингла на iTunes и во многих других цифровых музыкальных магазинах.

## Публикация
27 февраля, 2014 года, все группы в социальных сетях, а также официальный сайт группы на время записи пятого альбома были затемнены без объяснения причин. Позже группа постепенно выложила на сайте пять небольших тизеров к новому альбому, которые позднее вошли в официальный клип.1 августа 2014 была выложена песня.

## Видеоклип
Видео было выпущено на официальном сайте группы 5 августа через YouTube. На следующий день видео было в открытом доступе. Режиссёром выступил Шон Крейен. В видеоклипе можно увидеть двух девушек, судя по всему выполняющих какой-то древний сатанинский ритуал. Клип является отсылкой к более ранним работам Slipknot.
На YouTube видео было подвержено цензуре из-за частичной обнаженности девушек. Также в конце видео можно увидеть
рисунок бафомета — один из новых логотипов группы.

## Участники записи
- (#0) Сид Уилсон — диджей
- Джей Вайнберг — ударные
- Алессандро Вентурелла — бас-гитара
- (#3) Крис Фен — перкуссия, бэк-вокал
- (#4) Джим Рут — гитара
- (#5) Крэйг Джонс — сэмплинг
- (#6) Шон «Клоун» Крейен — перкуссия, бэк-вокал
- (#7) Мик Томпсон — гитара
- (#8) Кори Тейлор — вокал

## Позиции в чартах
| Страна                    | Чарт (2014)           | Высшая позиция |
| ------------------------- | --------------------- | -------------- |
| Соединённые Штаты Америки | Mainstream Rock Songs | 35             |
| Соединённые Штаты Америки | Rock Songs            | 21             |
| Великобритания            | UK Singles Chart      | 71             |
| Великобритания            | UK Rock Chart         | 1              |